# White Rabbit (песня)
White Rabbit (с англ. — «Белый кролик») — одна из самых известных песен группы Jefferson Airplane в стиле психоделического рока. Выпущена на альбоме 1967 года Surrealistic Pillow, а также на сингле, достигшем 8 места в хит-параде Billboard Hot 100. В 2004 году песня была на 478-й позиции в списке «500 величайших песен всех времён» по версии журнала Rolling Stone.
Это одна из наиболее ранних песен Грейс Слик, написанная в декабре 1965 — январе 1966 года.
«White Rabbit» часто ассоциируется с употреблением психоделиков. Песня звучит во множестве фильмов и сериалов, среди которых: «Страх и ненависть в Лас-Вегасе», «Взвод», «Игра», «Афера по-американски», «Лунная афера», «Где скрывается правда», «Симпсоны» (эпизоды «D'oh-in in the Wind», «Midnight Rx», «Mona Leaves-a»), «Футурама» (эпизод «A Head in the Polls»), «Семья Сопрано» (эпизод «Down Neck»), «Сверхъестественное» (эпизод «Объект охоты»), «Очень странные дела» (эпизод «The Vanishing of Will Byers»), «Хранилище 13» (эпизод «Duped»), «Запрещённый приём», «Рассказ служанки» (эпизод «Иезавель»), сериал «Фарца» (конец второй серии), «Матрица: Воскрешение», четвёртом сезоне сериала «Голяк», помимо того «White Rabbit» является главной темой игры Battlefield Vietnam. На «White Rabbit» существует много кавер-версий, в том числе таких исполнителей, как The Damned, Патти Смит, Shocking Blue, Юрки 69, Molly Tuttle & Golden Highway.

## Текст песни
По замыслу Слик, песня должна была стать «пощёчиной» для родителей, которые читают своим детям сказки, подобные «Алисе в стране чудес», а потом удивляются, почему их чада употребляют наркотики. По её мнению, сказки со счастливым концом для девочек подразумевают появление Прекрасного Принца-избавителя — но не в случае с Алисой, которая идёт своим путём в странной стране, ведомая любопытством — «Белым Кроликом». Строчка «feed your head» («заполняй голову») подразумевает чтение в равной степени, как и психоделики, повышающие внимание: читай, будь внимательна.
Песня перекликается с содержанием произведений Льюиса Кэрролла «Алиса в стране чудес» и «Алиса в Зазеркалье». В тексте песни упоминаются герои Кэрролла: Алиса (англ. Alice), Соня (англ. The Dormouse), Синяя гусеница (англ. The Caterpillar), курящая кальян, Белый Рыцарь (англ. White Knight) и Червонная Королева (англ. Red Queen). В песне также описываются ощущения изменения размера и сознания после поедания грибов или выпивания неизвестных жидкостей.